# Hadikiruru, Sringeri
Hadikiruru là một làng thuộc tehsil Sringeri, huyện Chikmagalur, bang Karnataka, Ấn Độ.